# Mezzeh Military Airport
Mezzeh Military Airport (engelska: Mazzeh Military Airport) är en flygplats i Syrien.   Den ligger i provinsen Damaskus, i den sydvästra delen av landet, 7 kilometer sydväst om huvudstaden Damaskus. Mezzeh Military Airport ligger 728 meter över havet.
Terrängen runt Mezzeh Military Airport är kuperad åt nordväst, men åt sydost är den platt. Runt Mezzeh Military Airport är det ganska tätbefolkat, med 75 invånare per kvadratkilometer.. Närmaste större samhälle är Damaskus, 7,5 kilometer nordost om Mezzeh Military Airport. 
Runt Mezzeh Military Airport är det i huvudsak tätbebyggt.